# Pockets Full of Change
Pockets Full of Change is een nummer van de Nederlandse zangeres Maan uit 2017. Het is de vijfde single van haar debuutalbum AM / PM.
Het nummer klinkt anders dan eerdere nummers van Maan. "Pockets Full of Change" klinkt namelijk een stuk donkerder en gaat iets meer de dubstep-kant op. Het nummer werd een klein radiohitje in Nederland en haalde de 17e positie in de Tipparade.